# Heinrich Kanner
Pour les articles homonymes, voir Kanner.
Heinrich Kanner (né le 9 novembre 1864 à Galați et mort le 15 février 1930 à Vienne) fut un écrivain, journaliste et éditeur de presse autrichien.

## Biographie
Heinrich Kanner est né en 1864 dans l'est de la Roumanie dans une famille juive, germanophone et pauvre, deux ans avant qu'elle ne déménage pour Vienne.
Il fit des études de droit où il put entendre Isidor Singer (de) et devint en 1892 le correspondant du Frankfurter Zeitung à Vienne. En 1894, il fonda avec Isidor Singer et Hermann Bahr le journal Die Zeit (Le Temps). Dans l'Autriche-Hongrie d'alors, sa différence tenait en ce qu'il s'écartait de la ligne favorable à la Duplice, alliance entre l'Empire allemand et l'Autriche-Hongrie. Collaborèrent à Die Zeit des personnalités comme Bertha von Suttner, Theodor Herzl, Tomáš Masaryk, Felix Salten et Anton Wildgans. Hermann Bahr était le responsable des pages culturelles et la rédactrice en chef était Grete Schmahl-Wolf. Die Zeit devint quotidien en 1904 et continua à paraître jusqu'en 1918 malgré la censure.
Heinrich Kanner n'attendit pas la fin de la Première Guerre mondiale pour commencer ses recherches sur la responsabilité de la guerre, rencontrant diverses personnalités, dont Leon Biliński, qui fut ministre des Finances et avait participé à des réunions importantes au sujet de la politique extérieure, affirmant que François-Joseph avait été déterminé dès 1913 à intervenir dans les Balkans sans consultation, au rique d'un conflit avec la Russie.
Après la guerre, Heinrich Kanner travailla comme journaliste politique.

## Œuvres
- Maschinenschriftliche Manuskripte 1914-1917 The Hoover Institution On War, Revolution and Peace; université Stanford, Californie - Deux caisses [ID: CSUZ25001-A].
- Neueste Geschichtslügen, Vienne, 1921.
- Wilhelms II. Abschiedsbrief an das deutschen Volk. Den Deutschen ein Spiegel., Berlin, 1922.
- Kaiserliche Katastrophenpoltik, Leipzig, 1922.
- Der Schlüssel zur Kriegsschuldfrage, Munich, 1926.
- Der Krieg. Politische Monatsschrift, Vienne, 1929.
- « Revolverjournalist und Bankdirektor. Was der ehemalige Direktor der Ungarischen Allgemeinen Kreditbank Baron Kornfeld sagte. Eine persönliche Erinnerung », Neues Wiener Journal, 34 (1926) #11613, 7. (21 mars 1926)